# 日本の地方議会
日本の地方議会（にほんのちほうぎかい）は、日本の地方公共団体に置かれる議会を指す。
- 地方自治法について以下では、条数のみ記載する。

## 概説

### 議会が置かれる地方公共団体
地方自治法では普通地方公共団体に議会が置かれる（89条）。また、特別区などの特別地方公共団体にも議会が置かれている。
- 普通地方公共団体
  - 都道府県
  - 市町村
- 特別地方公共団体
  - 特別区
  - 地方公共団体の組合
  - 広域連合
  - 財産区

### 地方自治と議会
戦前においても地方議会は存在していたが、公選制ではなく、大日本帝国憲法に地方自治の規定もなかった。かつては市制・町村制にもとづいて各市町村に市会（しかい）、町会（ちょうかい）、村会（そんかい）が設置された。具体例は東京市会、東区 (大阪市)を参照。第二次世界大戦後、日本国憲法の施行に伴い現在の名称・組織となった。しかし、今日でも市町村議会の俗称として市会・町会・村会の名称が用いられている。なお、五大都市（京都市、大阪市、名古屋市、横浜市、神戸市）の議会は、政令指定都市市会議長会の申し合わせにより市議会を「市会」と呼んでいる。
第二次世界大戦後、日本国憲法第93条に規定が設けられた普通地方公共団体に、その住民に直接公選された議員をもって組織する議会を議事機関として置くことが明記され、根拠となっている。ただし、町村では条例で議会を置かず、これに代えて選挙権者の総会である町村総会を設けることができる（第94条及び第95条）。しかし、実際に町村総会が置かれたのは神奈川県足柄下郡芦之湯村（現在の箱根町の一部）と東京都宇津木村（現在の八丈町の一部）の二つの事例だけである。
なお、国会との違いでは、国会は国権の最高機関であり、国の唯一の立法機関であるとされている（憲法第41条）。これに対して、地方自治制度では首長制を採用しており、普通地方公共団体の議会の議員のみならず首長も住民から直接選挙されるため、地方議会は地方公共団体の最高機関ではない。 行政側、つまり執行機関と議会は対等とされており、緊張関係を保ちながら相互に歩み寄ることで自治運営にあたるとされる（二元代表制）。また、 地方議会は憲法第94条で法律の範囲内で条例を定めることが出来るものの、国会のように、立法がすべて国会により行われる（国会中心立法の原則）②立法手続きに、国会以外の機関が参加することはできない（国会単独立法の原則）といった「唯一の立法機関」としての立場までが憲法上保障されているわけではない。なお、国会議員に認められている、不逮捕特権・院内発言免責特権は地方議会の議員には認められていない。

## 普通地方公共団体の議会

### 組織
地方公共団体の議会の議員の定数は、条例で定めることとされている（第90条及び第91条）。
1999年の地方自治法の一部改正前までは、地方自治法が議員の定数を法定していたが、地方公共団体の自己決定権を高める見地から、同年改正で条例定数制度が採用された。当初、地方自治法に定められた上限数を超えない範囲内で定めなければならないとされていたが、2011年の地方自治法改正により上限枠が撤廃された。
普通地方公共団体の議会は、議員の中から議長及び副議長一人を選挙しなければならない（第103条第1項）。

### 選挙
日本国籍を有し18歳以上で選挙区において住民登録を行った後3ヶ月以上経過する住民を有権者とする直接選挙により選ばれる。原則として単記非移譲式の大選挙区制（複数の定数の選挙区で投票者は1人の候補に対して投票し、単純に得票の多い候補から順に当選する）であるが、定数1の選挙区も存在する。都道府県議会の場合は原則として市・郡を基本単位とする複数の選挙区から選出する。市町村および東京都特別区は原則として単一選挙区としているが、政令指定都市は行政区ごとに選挙区分された複数の選挙区から選出する。地方議会および首長の任期は日本全国で同一の周期であるものが多いため、これらの選挙を全国で同一時期に実施する統一地方選挙が国政における政局に対しても大きな影響を与えている。

### 任期
普通地方公共団体の議会の議員の任期は4年である（第93条第1項）。地方公共団体の議会の議員の任期は一般選挙の日から起算する（公職選挙法第258条本文）。ただし、任期満了による一般選挙が地方公共団体の議会の議員の任期満了の日前に行われた場合において、前任の議員が任期満了の日まで在任したときは前任者の任期満了の日の翌日から、選挙の期日後に前任の議員がすべてなくなったときは議員がすべてなくなった日の翌日からそれぞれ起算する（公職選挙法第258条但書）。地方公共団体の議会の議員の補欠議員については、その前任者の残任期間在任する（公職選挙法260条第1項）。また、地方公共団体の議会の議員の定数に異動を生じたため新たに選挙された議員は、一般選挙により選挙された議員の任期満了の日まで在任する（公職選挙法260条第2項）。
なお、議会の解散や議員の解職請求により、4年の期間満了前に議員の地位を失うことがある。ただし、後述の通り議会の解散はハードルが高いため、解散が行われることはほとんどない。ただし合併等の理由により当該地方自治体が廃止された場合、議会そのものが消滅するため。議員はその地位を失う。

### 権限
憲法においては、日本の地方自治制度として首長制（地方公共団体の長を住民の公選により議会の議員とは別に選ぶ制度）を採用している。普通地方公共団体の長と議会とは共に住民を代表する機関として対等であり、互いに自己の権限を行使し、牽制しあうことで円滑に地方自治が運営されていくことが期待されている（二元代表制）。もっとも、普通地方公共団体の長は当該団体の統轄代表権（第147条）をはじめ、予算の調製・提案・執行権等を握るなど、現実面において強力な権限を有している。
地方分権の進展に伴い、地方公共団体の自主立法権も拡大することとなることから、条例制定等の立法機能の強化が必要となってきている。また、長の強大な権能を適切に監視する必要も高まっている。このように、地方分権の実現には、地方議会が適切にその権能を行使していくことが必要不可欠である。

#### 議決事件
普通地方公共団体の議会は、下記の事件を議決しなければならない（第96条）。議決事件は地方自治法に具体的に列挙されており、普通地方公共団体の長の権限が概括列挙（例示列挙）され（第149条）、広く権限の推定が及ぶとされているのとは異なっている。そのため、議会の議決事件について制限列挙主義を採用しているとされている。もっとも、議決事件は条例で任意に追加できることからすれば、必ずしも議決事件が地方自治法に列挙されているものだけに制限されているわけではない。
- 条例の制定、改廃
- 予算の決定
予算は増額して修正することを妨げない（第97条第2項）。ただし、長の提出の権限を侵すような修正はできないとされており、一定の制約がある。減額修正については制限はないと解されている。
- 決算の認定
- 地方税の賦課徴収又は分担金、使用料、加入金もしくは手数料の徴収に関すること
- 政令で定める基準に従い条例で定める契約の締結
- 財産の交換等、不動産の信託、その他政令で定める基準に従い条例で定める財産の取得又は処分
- 負担付きの寄付又は贈与を受けること
- 法律又は条例で定める場合を除くほか、権利の放棄
- 公の施設の条例で定める独占的利用
- 訴えの提起等
- 議会の権限として損害賠償額を定めること
- 地方公共団体の区域内の公共的団体等の活動の総合調整
- その他法律又はこれに基づく政令（これらに基づく条例を含む。）により議会の権限に属する事項
- 上記のほか、普通地方公共団体は、条例で普通地方公共団体に関する事件（法定受託事務にかかるものを除く。）につき、議会の議決すべき事件を追加することができる。

#### 権限に属する選挙権
普通地方公共団体の議会は、法律又はこれに基く政令によりその権限に属する選挙を行わなければならない （第97条第1項）。議長及び副議長の選挙（第103条第1項）や、選挙管理委員会の委員の選挙（第182条第1項）などがこれに当たる。

#### 検査権及び監査請求権
- 当該普通地方公共団体の事務に関する書類及び計算書を検閲し、当該普通地方公共団体の長、委員会又は委員の報告を請求して、当該事務の管理、議決の執行及び出納を検査することができる（第98条第1項）。
- 監査委員に対し、当該普通地方公共団体の事務に関する監査を求め、監査の結果に関する報告を請求することができる（同条第2項）。
  - 除外事項
自治事務：労働委員会及び収用委員会の権限に属する事務で政令で定めるもの。
法定受託事務：国の安全を害するおそれがあることその他の事由により政令で定めるもの。

#### 意見表明権
普通地方公共団体の議会は、当該普通地方公共団体の公益に関する事件につき意見書を国会又は関係行政庁に提出することができる（第99条）。
なお、当該意見書は地方公共団体の機関たる議会の意思を決定・表明するものであり、地方公共団体の団体意思を決定・表明するものではない。したがって、当該意見書の発案権は議員のみが有しており、地方公共団体の長等はこれを有さない。

#### 調査権
普通地方公共団体の議会は、当該普通地方公共団体の事務に関する調査を行い、選挙人その他の関係人の出頭及び証言並びに記録の提出を請求することができる（第100条）。調査権の行使をゆだねられた委員会は、地方自治法の条項から百条委員会とも呼ばれる。
国会の国政調査権を参考として、戦後改革の際に設けられた権限である。ただし、国会の国政調査権は議院のみならず委員会も行使できるとされているが、地方議会の調査権はあくまで議会の議決により行使され、委員会に調査権の行使をゆだねる際にもその旨の議会の議決が必要である。
- 除外事項
自治事務：労働委員会及び収用委員会の権限に属する事務で政令で定めるもの。
法定受託事務：国の安全を害するおそれがあることその他の事由により政令で定めるもの。

#### 請願
普通地方公共団体の議会に請願しようとする者は、議員の紹介により請願書を提出しなければならない（第124条）。なお、議員の紹介がないものを陳情という。
普通地方公共団体の議会は、その採択した請願で当該普通地方公共団体の執行機関において措置することが適当と認めるものは、これらの者にこれを送付し、かつ、その請願の処理の経過及び結果の報告を請求することができる（第125条）。
執行機関は請願を誠実に処理しなければならない（請願法第5条）とされるが、請願により法的に拘束されるわけではない。
請願は住民票の在る自治体で無くても出す事が出来る。

### 招集と会期
地方議会は定例会と臨時会に分かれており、会期制度を採用している。すなわち、議会は会期中に限り活動する（例外は、委員会の閉会中審査）。
議会の活動は、長が議会を招集することにより開始することとなるが、いったん議会が招集されたならば、その会期の設定及び延長並びに議会の開閉は議会が定めることとされている（第101条～第102条）。
- 招集（第101条）
長が招集する（第1項）。
議長は、議会運営委員会の議決を経て、又は議員の定数の4分の1以上の者は、長に対し、会議に付議すべき事件を示して臨時会の招集を請求することができる（第2・3項）。
平成24年改正により長が招集の請求に応じない場合には、議長が招集できることとされた[4]。
- 定例会
毎年、条例で定める回数、招集される（第102条）。
平成16年改正前までは、「年4回以内で条例で定める回数」とされていたが、現在はそのような制限はない。もっとも、多くの地方議会では、いまなお定例会の回数を年4回としている。
平成24年改正により条例により通年の会期とすることが可能とされた[4]。
- 臨時会
必要な事件に限り、招集される。

### 議長及び副議長
- 選出
議員の中から1人ずつ選出する（地方自治法103条第1項）[5]。
- 任期
正副議長の任期は、地方自治法では議員の任期と同じ4年となっている（地方自治法103条2項）[5]。大半の議会では1～2年で交代している事が多い。なお、正副議長は議会の許可を得て辞職できる（地方自治法108条）[5]。
- 議長の権限
  - 秩序維持権[5]
  - 議事整理権[5]
  - 事務統理権[5]
  - 議会代表権[5]
  - 委員会における発言権
委員会に出席し発言できる（第105条）[5]。
  - 議長決裁権
議案の可否は、出席議員の過半数により決まるが、可否同数の場合は、議長が決定することができる（第116条）。国会同様議長は採決に参加しないため、定数の少ない市町村議会では「議長を出した側が採決で負けるため議長職を押し付け合う」という事態も時折発生する[注 1]。
- 議長公舎
新潟県で2021年度中に議長公舎が廃止されることになり、宮崎県が議長公舎を保有する唯一の都道府県となった[6]。

### 委員会
委員会は、議会で審議される案件に、専門的知識や経験を生かし事前審査を行うための審議機関である。
議会の自主的な活動を推進するために、条例で常任委員会（第109条）・議会運営委員会（第109条の2）・特別委員会（第110条）を設置することができる。
各委員会は、議会の議決すべき事件のうちその部門に属する当該普通地方公共団体の事務に関するものにつき、議会に議案を提出することができる。ただし、予算については、この限りでない（109条、109条の2、110条）。
- 常任委員会
- 議会運営委員会
  - 議会運営委員会の議決を経て、議長は、当該普通地方公共団体の長に対し、会議に付議すべき事件を示して臨時会の招集を請求することができる（101条2項）。
  - 調査、審査事項（第109条の2）
    1. 議会の運営に関する事項
    2. 議会の会議規則、委員会に関する条例等に関する事項
    3. 議長の諮問に関する事項
- 特別委員会
特別委員は、議会において選任し、委員会に付議された事件が議会において審議されている間在任する（第110条第2項）。
特別委員会は、会期中に限り、議会の議決により付議された事件を審査する。ただし、議会の議決により付議された特定の事件については、閉会中も、なお、これを審査することを妨げない（第110条第4項）。

### 会議
- 議会は原則として、議員の定数の半数以上の議員が出席しなければ、会議を開催することができない（113条）。
- 普通地方公共団体の議会の議員の定数の半数以上の者から請求があるときは、議長は、その日の会議を開催しなければならない（114条）。
- 議長または議員3人以上の発議により、出席議員の3分の2以上の多数で議決したときは秘密会を開催することが出来る（115条）。
- 議事録（123条）
議長及び2人以上の議員が署名しなければならない。
- 議会に請願しようとする者は、議員の紹介により請願書を提出しなければならない（124条）。

### 議会の解散・議員の解職
- 住民からの直接請求（リコール）によって議会の解散・議員の解職を求めることができる（第13条、第76条～第80条）。

- 議員数の4分の3以上が出席し、出席議員の5分の4以上の同意によって、自主解散をすることができる（地方公共団体の議会の解散に関する特例法）。
- 首長不信任が可決した場合、10日以内に首長は議会を解散することが出来る（第178条）。

### 地方公共団体の長との関係
- 執行機関の長である普通地方公共団体の長は、議会の違法な議決等について再議に付するなどの議決に対する拒否権が認められている（第176条・第177条）。
  - 長は、議決について異議あるときは、再議に付すことができる（第176条第1項）。その場合、再議決があれば当該議決が確定する（同条第2項）。条例又は予算に関する再議決については出席議員の3分の2以上の者の同意が必要である（同条第3項）。
  - 長は、議会の議決又は選挙がその権限を超え、又は法令違反等があると認めるときは、再議に付し又は再選挙を行わせなければならない（第176条第4項）。再議決又は再選挙になお法令違反等があると認めるときは、総務大臣又は都道府県知事に審査を申し出ることができ、さらにその裁定に不服があれば裁判所に出訴できる。
  - 長は、一定の経費（義務費、災害復旧費等）を削除し、減額する議決についても再議に付さなければならない。
- 長に対する不信任議決（第178条第1項）
議会の総議員の3分の2以上の者が出席し、その4分の3以上の者で長の不信任の議決をしたときに、長はその通知を受けた日から10日以内に議会を解散することができる。解散しない場合には長は不信任の議決の通知を受けた日から10日後に失職するが、失職に伴って行われる選挙には失職した長の立候補は可能である。解散した場合には、解散後初めて招集された議会において総議員の3分の2以上の者が出席し、過半数の者で不信任の議決があれば、長はその通知を受けた日に失職し再度議会を解散することはできない。この場合でも失職に伴って行われる選挙には失職した長の立候補は可能である。なお、この不信任議決は、強大な権限を有する長に対する最大の武器である。なぜなら、1回目の不信任議決において長が仮に解散権を行使したとしても、選挙後の議会構成には大きな差異は生じない[注 2] うえに、2回目の不信任議決は1回目に比べてはるかに可決要件がゆるいため、1回目の不信任議決が可決された時点で、長が失職する可能性が高くなるからである。
- 議会の権限に属する事項について長に専決処分をする権限が認められている（第179条）。

### 報酬その他の給付
- 議員報酬（第203条）
- 費用弁償（職務に要した費用の支給　ex旅費など）
- 期末手当（条例で支給することができる。）
- 政務活動費（調査研究に資するための経費の一部として、条例で会派又は議員に支給することができる。）（第100条）

日本の地方議会議員は、他の国の地方議員に比べると比較的報酬が多い。これは「公職選挙法」や「政治資金規正法」に基づき、地方議員は個人や企業からの献金が厳しく規制されるためであり、行政コストを押し上げる結果とはなるが、逆に他国(特に欧州、米国)の様に議員がお金で買収されることを防ぐ事には一定の歯止めとなっている。
- 議員年金(2011年6月1日廃止)

地方公務員共済組合法第11章には、地方議会の議員が対象となる議員年金が定められていた。しかし、「平成の大合併」により地方議員の定数が激減し、2007年より段階的に減額されたが、最終的に2011年6月1日をもって廃止となった。しかし、既に退職した議員への支払いは減額措置を設けて続けられている。現在の議員は基本的に国民年金に加入している。ただし、議員職と別に会社等に属し、厚生年金に加入している者は加入していない。
ちなみに議員年金は「特権」と見られることがあったが実際には厚生年金、共済組合に比べると掛け率は悪かった。ただ、3期12年で年金を受け取れる 事は有利な点であった。

## 特別地方公共団体の議会

### 特別区
東京都の特別区の組織は、法令上特別の定めがある場合を除いて市と同等であり（地方自治法283条第1項）、議会、長及びその補助機関並びに行政委員会及び委員で構成される。

### 組合・広域連合
一部事務組合や広域連合等の、地方公共団体の組合としての特別地方公共団体の議会の議員は、構成地方公共団体の議員から、互選で選出されるか、もしくはそのまま組合団体の議会議員を兼ねる。

## 諸問題・不祥事
- 1995年（平成7年）の地方分権一括法による合併特例法の改正により、1999年（平成11年）から2010年（平成22年）までに市町村数は3,232から1,821に減少した「平成の大合併」という大規模な動きがあり、日本の地方議員は全国で約63,000人だったのが約32,000人に減った。
- 一部の地方議会では委員会所属議員等による海外視察など「視察」ついて裁判で「観光旅行」と認定されたり[8] 、視察報告書の文面を使い回している疑惑が指摘されたりする[9]という事件が起きた。
- 地方議会の投票率は低下傾向にあり、無投票当選者数の増加・定員割れという事態に直面している。2023年10月2日時点で、同年春の統一地方選で議員選の予定があった全国373町村のうち、約3分の1の123町村が無投票だった。定数割れの欠員無投票も北海道の11町村を筆頭に、7道都県の20町村にあった[10]。